# Janet Moreau
Janet Moreau (Pawtucket, 26 de octubre de 1927-30 de junio de 2021) fue una atleta y medallista olímpica estadounidense, especializada en la prueba de 4 x 100 m en la que llegó a ser campeona olímpica en 1952.

## Carrera deportiva
En los Juegos Olímpicos de Helsinki 1952 ganó la medalla de oro en los relevos 4 x 100 metros, con un tiempo de 45.9 segundos, por delante de Alemania (plata) y Reino Unido (bronce), siendo sus compañeras de equipo Mae Faggs, Barbara Jones y Chatherine Hardy.

## Palmarés internacional
| Juegos Olímpicos     | Juegos Olímpicos         | Juegos Olímpicos | Juegos Olímpicos |
| Año                  | Lugar                    | Medalla          | Competición      |
| -------------------- | ------------------------ | ---------------- | ---------------- |
| 1952                 | Helsinki (Finlandia)     | Medalla de oro   | 4 x 100 m        |
| Juegos Panamericanos |                          |                  |                  |
| 1951                 | Buenos Aires (Argentina) | Medalla de oro   | 4 x 100 m        |